# Cực quang

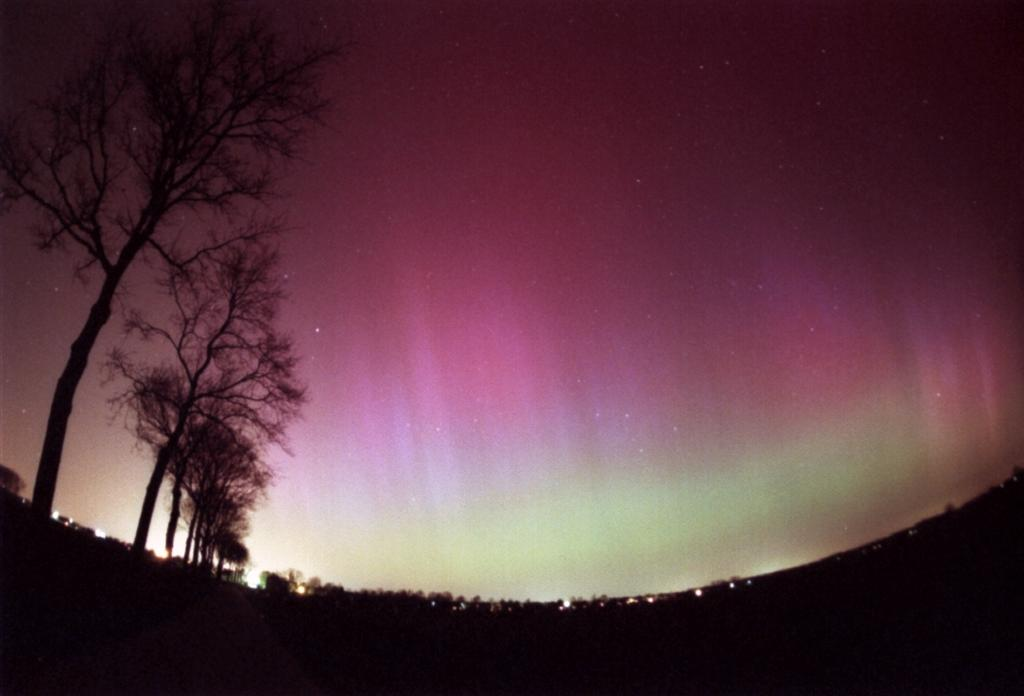
Bắc cực quang

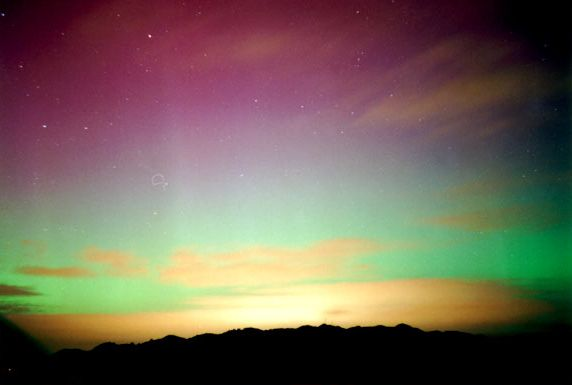
Nam cực quang

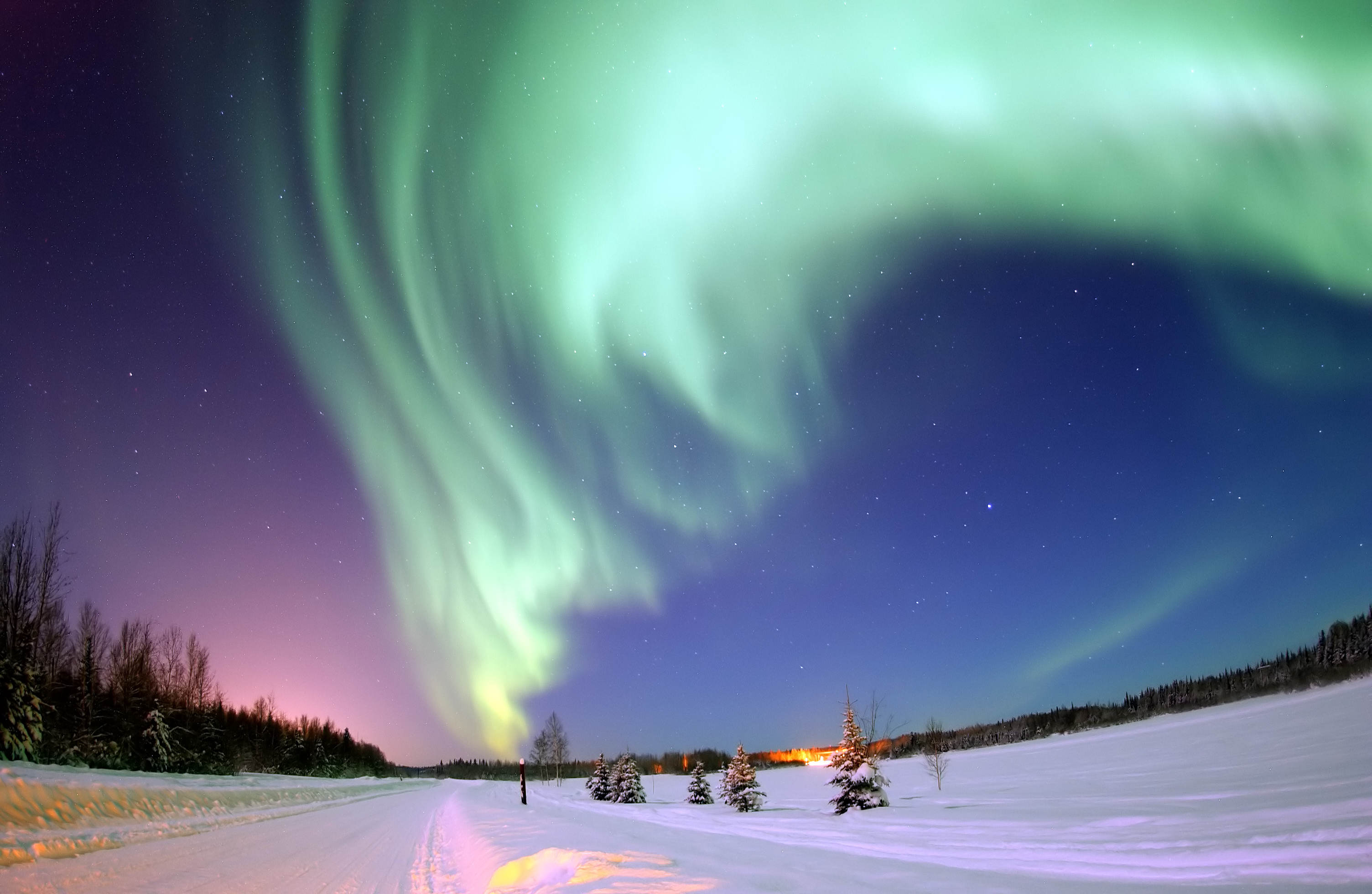
Bắc cực quang chiếu sáng trên hồ Bear

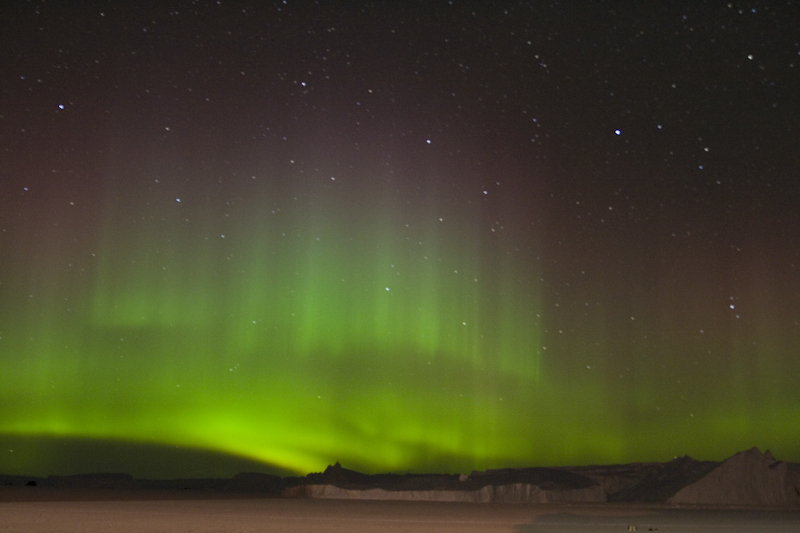
Nam cực quang tại châu Nam Cực

Trong thiên văn học, cực quang là một hiện tượng quang học đặc trưng bởi sự thể hiện đầy màu sắc của ánh sáng trên bầu trời về đêm, được sinh ra do sự tương tác của các hạt mang điện tích từ gió Mặt Trời với tầng khí quyển bên trên của hành tinh. Những dải sáng này liên tục chuyển động và thay đổi làm cho chúng trông giống như những dải lụa đầy màu sắc trên bầu trời. Đây có thể coi là một trong những hình ảnh đẹp của tự nhiên.
Trên Trái Đất, Mộc Tinh, Thổ Tinh, Thiên Vương Tinh và Hải Vương Tinh, các cực quang được sinh ra do sự tương tác của các hạt trong gió Mặt Trời với từ trường của hành tinh, và vì thế chúng là rõ nét nhất ở các vĩ độ cao gần các cực từ. Vì lý do đó mà, cực quang được biết đến với tên gọi "Aurora Borealis" khi xuất hiện ở Bắc bán cầu và "Aurora Australis" khi xuất hiện ở Nam bán cầu. Tuy nhiên, cực quang cũng diễn ra trên Kim Tinh và Hỏa Tinh mà chúng lại gần như không có từ trường của hành tinh. Trên Kim Tinh, các phân tử của khí quyển được tích tụ năng lượng trực tiếp từ gió Mặt Trời; trên Hỏa Tinh, các cực quang diễn ra gần các điểm dị từ khu vực trong lớp vỏ hành tinh, là tàn dư của từ trường cũ của hành tinh (giả thiết) mà ngày nay không còn tồn tại nữa.

Ánh cực quang phát ra từ Sao Thổ
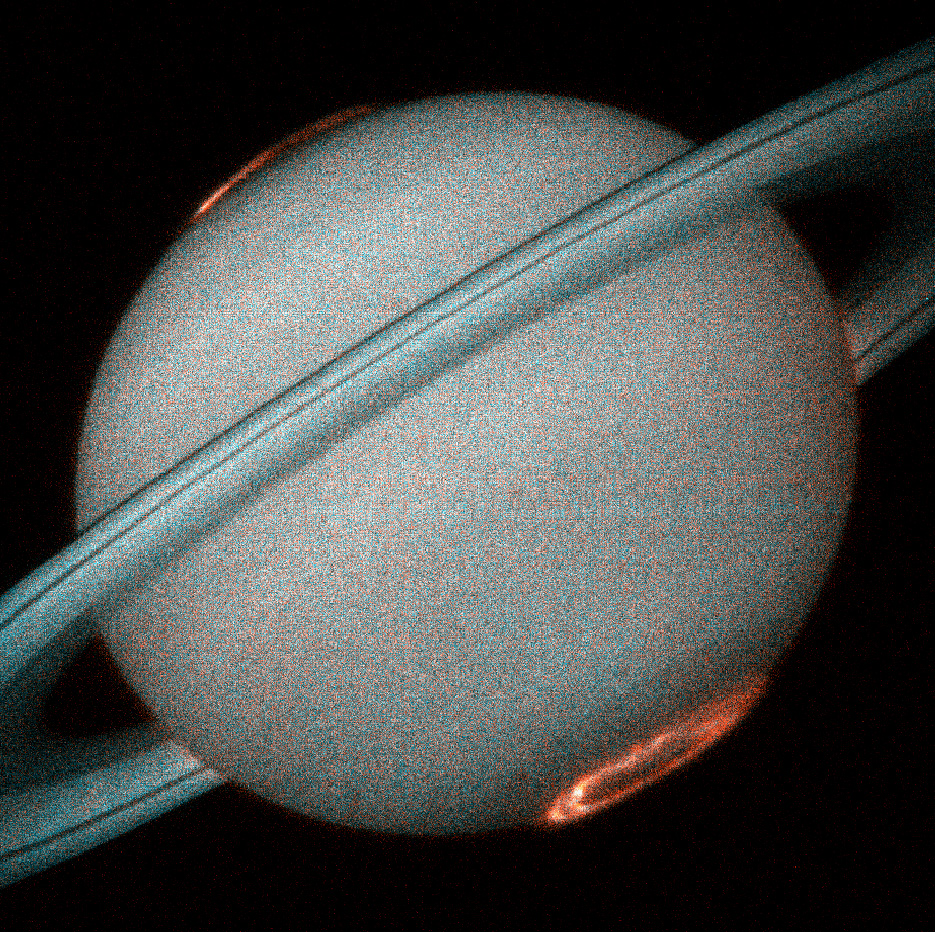
Cực quang trên Sao Thổ
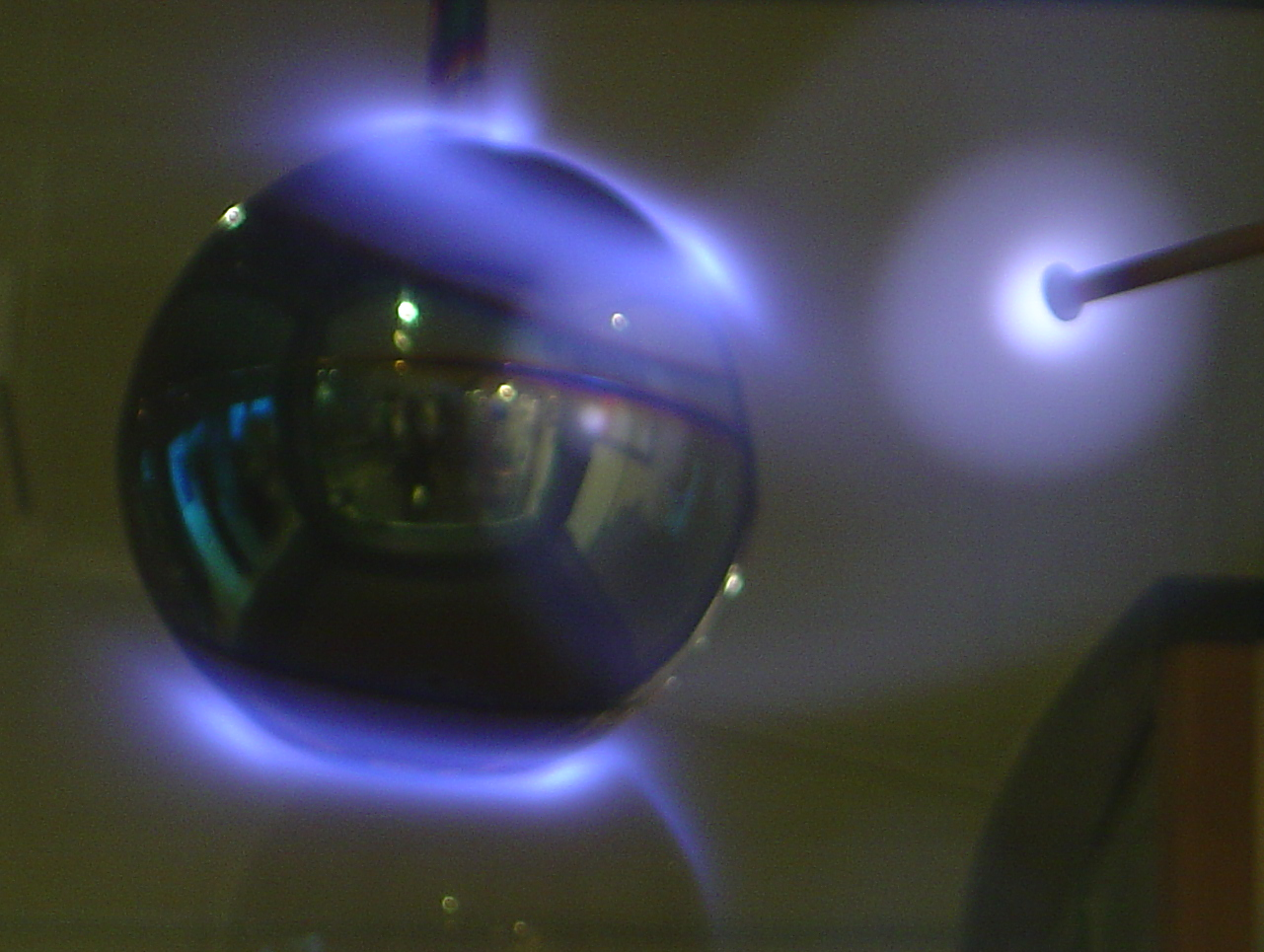
Cực quang trong phòng thí nghiệm năm 2005

Trên Trái Đất, cực quang diễn ra khi các đới bức xạ Van Allen trở nên "quá tải" với các hạt cao năng lượng, sau đó chúng đổ xuống các đường sức từ và va chạm với lớp trên của bầu khí quyển Trái Đất.

## Nguồn gốc và biểu hiện

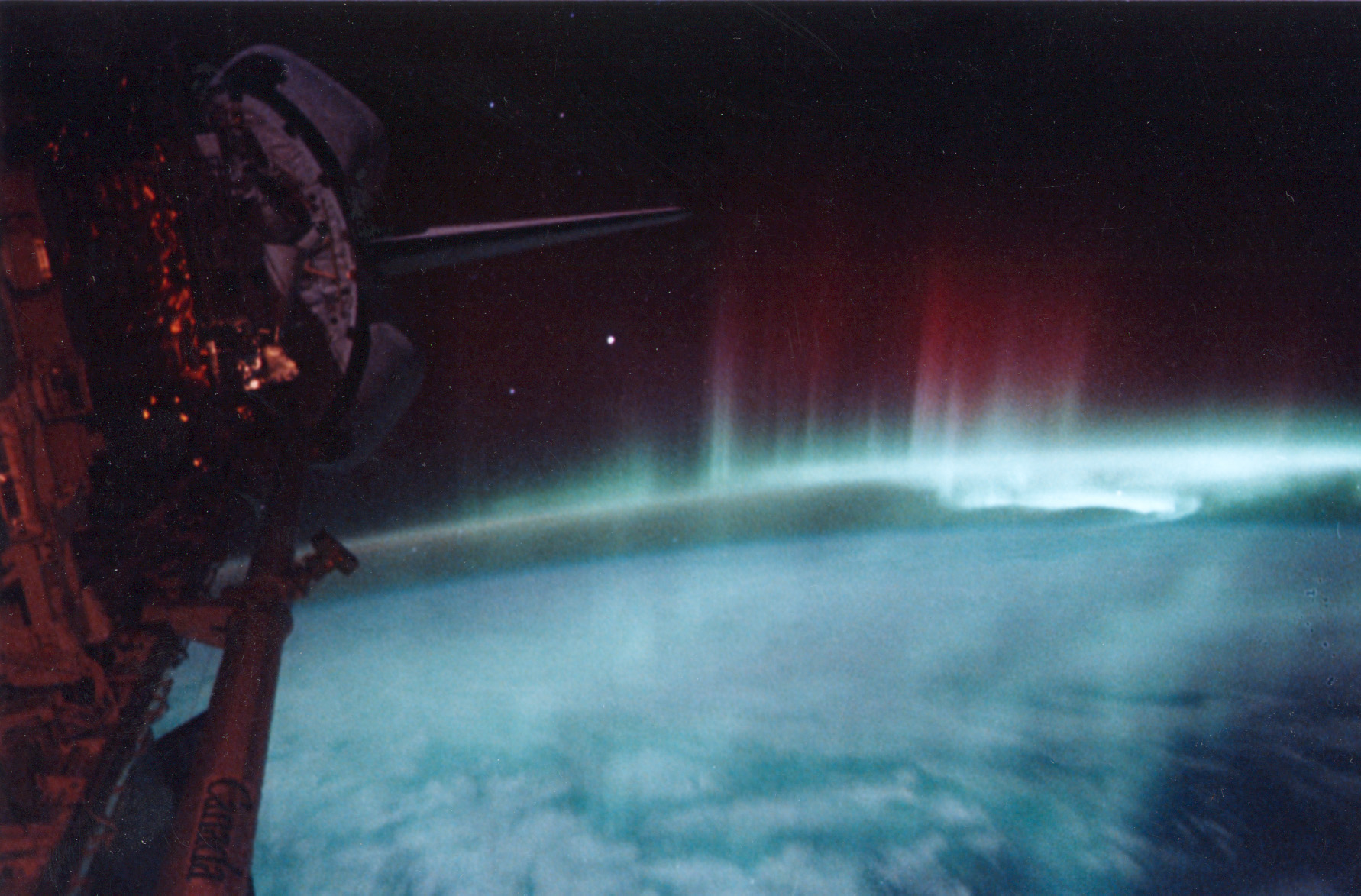
Ảnh chụp của nam cực quang, chụp từ tàu vũ trụ trên quỹ đạo vào tháng 5 năm 1991, với cực đại của địa từ trường

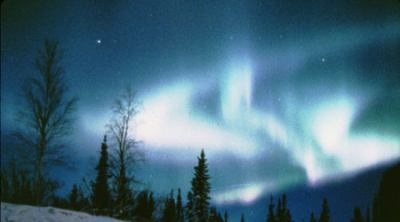
Hình ảnh cực quang trên Trái Đất.

## Bản chất vật lý

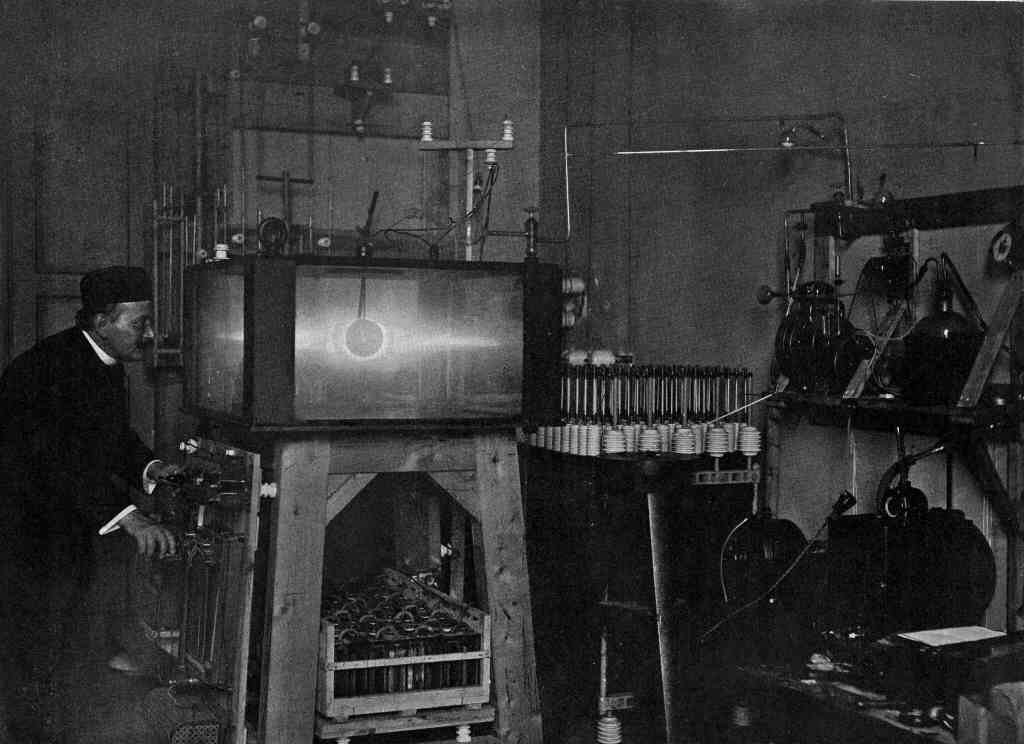
Kristian Birkeland và thực nghiệm mô hình Trái Đất của ông

### Giải thích

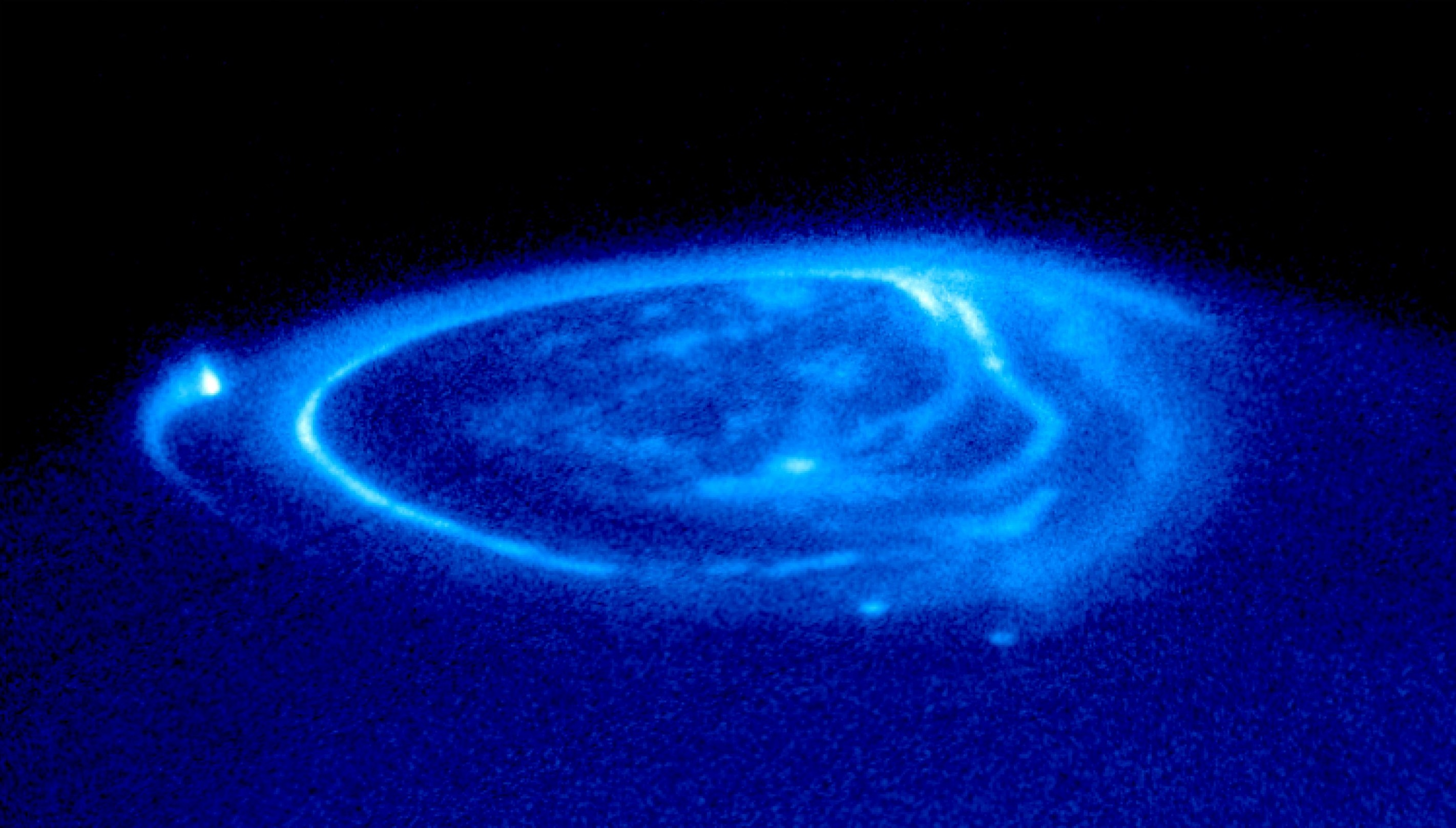
Hình ảnh cực quang trên Sao Mộc

## Biến động trên Mặt Trời

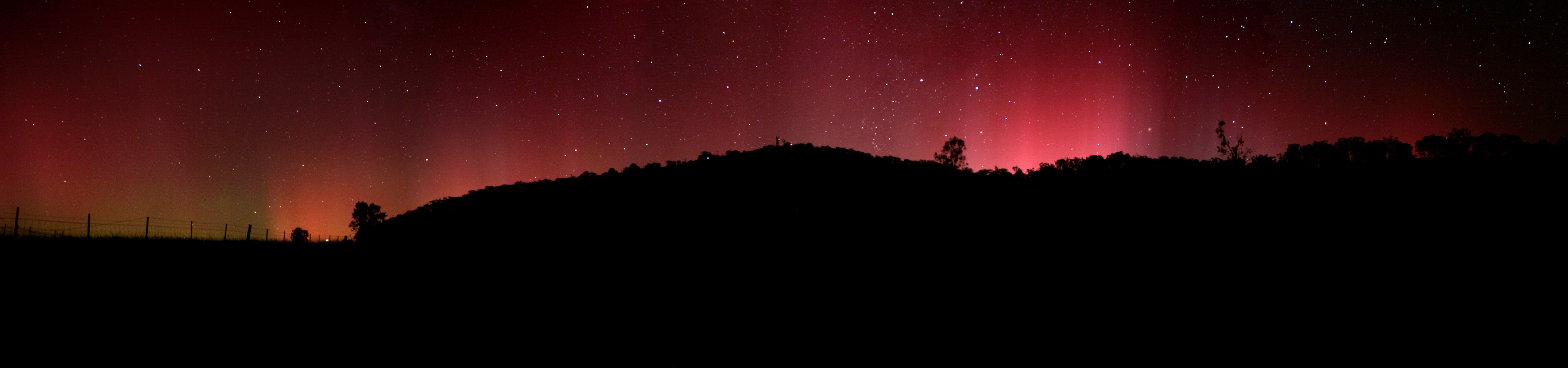
Nam cực quang trên Swifts Creek, Victoria, Úc